# Tegenpaus Gregorius VI
Gregorius VI († na 1018) was tegenpaus vanaf mei 1012.
Toen paus Sergius IV op 12 mei 1012 overleed, leidde de benoeming van zijn opvolger tot het oplaaien van de vete tussen de adellijke geslachten van de Crescenzi en van Tusculum. Beide geslachten benoemden een eigen kandidaat tot paus. Gregorius behoorde tot het geslacht van de Crescenzi. De adel van Tusculum verkoos Theophylactus, die de naam Benedictus VIII aannam, tegen hem. Gregorius VI was overigens wel de eerste die aanspraak maakte op het pausdom, de claim van Benedictus VIII volgde pas later.
Gregorius werd verbannen uit Rome en reisde naar Duitsland waar hij op 25 december 1012 steun zocht bij keizer Hendrik II. De keizer nam hem echter zijn pauselijke insignia af en raadde hem aan zich niet langer als paus te profileren. Hierna verdwijnt Gregorius uit de geschiedenis, al staat vast dat hij in 1018 nog in leven is.